# Шеметов, Алексей Иванович
Алексей Иванович Шеметов (30 марта 1913, Тальма, Иркутская губерния — 16 декабря 1993, Таруса) — русский писатель.
В студенческие годы осуждённый за антисоветскую деятельность по ст. 58, пункт 10,11, он начал печататься в 1955 году, в Союз писателей был принят в 1961 году. Вскоре после этого Шеметов поселился в Тарусе, где познакомился с К. Г. Паустовским, Ю. П. Казаковым, Б. Ш. Окуджавой, В. В. Кобликловым, С. Е. Михеенковым, Р. И. Федичевым.

## Биография
Учился на рабфаке в Томске, после чего поехал в Алма-Ату и поступил на филологический факультет университета. Но не окончив его, весной 1941 г. был осуждён на 8 лет за общение и переписку с ссыльным писателем Юрием Домбровским. При работе на лесоповале получил увечие — остался без трёх пальцев на левой руке. После освобождения жил в Абакане, работал в местной газете. Был реабилитирован в 1957 г.
В 1962 году по приглашению Бориса Бальтера переехал в город Тарусу. Жил на улице Голубицкого.
Похоронен на Городском (старом) кладбище в Тарусе.

## Память
Ежегодно 30 марта в Тарусе вручается литературная премия имени А. И. Шеметова, учреждённая Районным Собранием для поощрения творчества писателей, поэтов, публицистов, пишущих о Тарусе.
Неопубликованные произведения писателя издала его вдова Накия Исхаковна Шеметова.

## Книги
- «Горькое золото» (сборник рассказов),
- «Вальдшнепы над тюрьмой» (повесть о Николае Федосееве),
- «Искупление» (повесть о Петре Кропоткине),
- «Прорыв» (Повесть о Александре Радищеве),
- «Путешествие в страну динлинов»,
- «Крик вещей птицы»,
- «Разговор с собой. Из неопубликованного» (Калуга, 2009)